# Uhrglasnägel

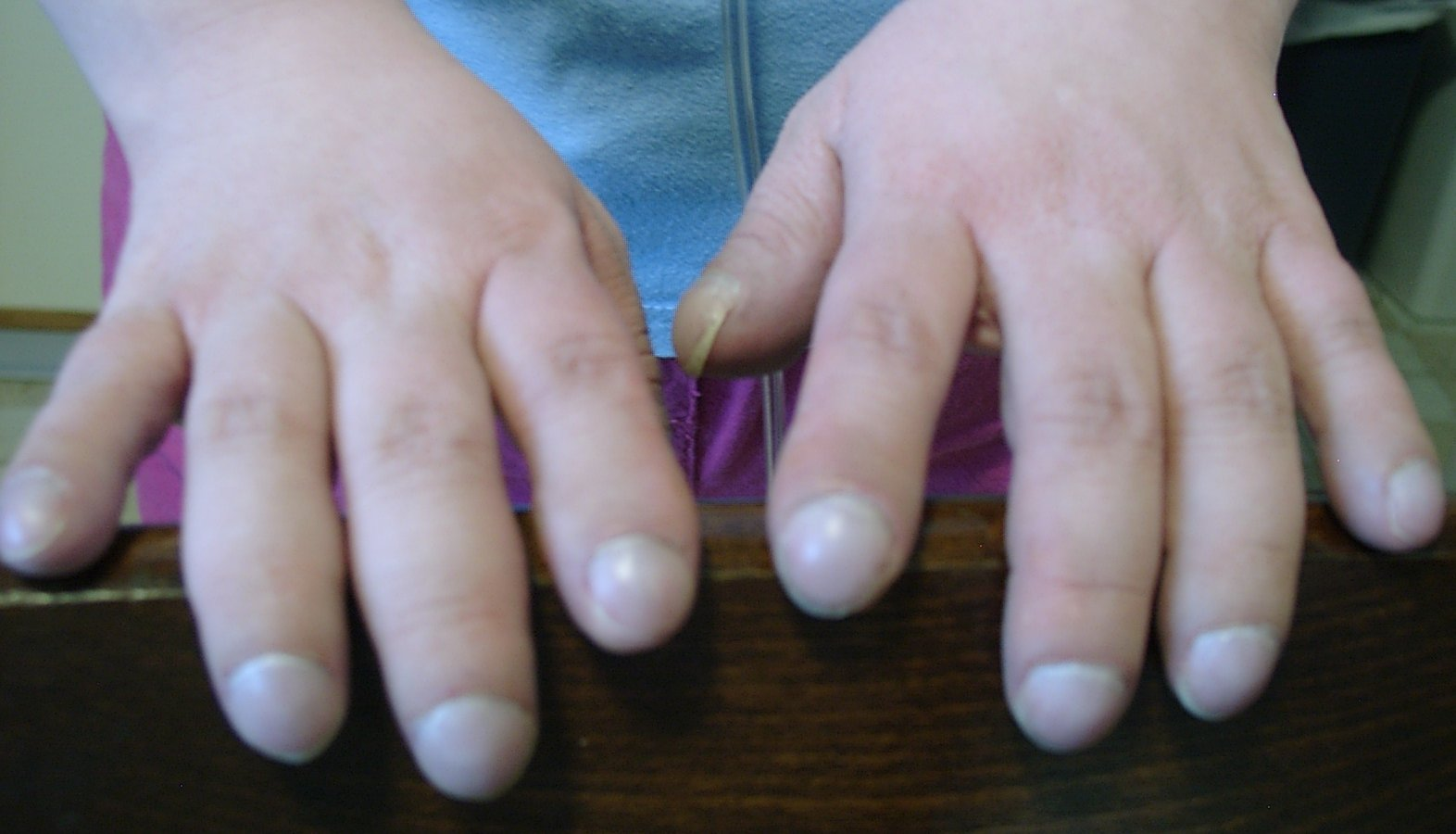
Stark ausgeprägte Trommelschlägelfinger mit Uhrglasnägeln

Uhrglasnägel sind eine Form krankhaft veränderter Finger- (seltener Zehen-)Nägel. Sie treten meist nicht allein, sondern in Zusammenhang mit Trommelschlägelfingern auf, einer Verdickung der Fingerendglieder. Die Form der Nägel weicht von der normalen ab, indem die Nägel größer, eher rundlich als länglich geformt und stark nach oben gewölbt sind.
Ursache ist ein chronischer Mangel an Sauerstoff im Gewebe (Hypoxie). Als Entstehungsmechanismus wird eine hypoxisch bedingte Neubildung von Kapillaren in den Fingerendgliedern vermutet.
Uhrglasnägel werden beispielsweise bei Erkrankungen wie Mukoviszidose, hypertropher Osteoarthropathie, Lungenfibrose und bei Menschen mit Eisenmenger-Reaktion beobachtet.